# Lille Luj och Änglaljus i strumpornas hus
Lille Luj och Änglaljus i strumpornas hus var SVT:s julkalender 1983. Den skrevs och regisserades av Staffan Westerberg.

## Handling
Kalenderns huvudfigurer var Lillstrumpa och Syster Yster, två figurer gjorda av strumpor. De bodde i strumplådan hemma hos Staffan stalledräng (Westerberg). Detta var första gången de båda strumpdockorna presenterades i tv; de återkom senare i Lillstrumpa och Syster Yster på villovägar 1984 och Lillstrumpa och Syster Yster i stora världen 1989. Namnet Luj är ordet jul baklänges, något som i serien framkom när frasen "Luj dog" först väckte förvirring och sedan visade sig vara "God jul" spegelvänt.
Hemming Sten beskrev julkalendern som "en serie med stillsam komik och ljus poesi, så vill vi att julen ska firas i TV".

## Medverkande
- Staffan Westerberg – Lillstrumpa
- Lena Dahlman – ängeln Änglaljus
- Tommy Nilson – tomten Lille Luj
- Basia Frydman – Malen Maj, Syster Yster

## Avsnitt
1. Vi finns om ni vill
2. Kokerskan Fru Signe Åberg
3. Strumpemormor och Strumpemorfar
4. Katten Waldemar
5. Skokartongsteater
6. Tuppar och strömmingsfröknar
7. Rosentagg och Rosendagg
8. Tantkalaset
9. Glasögonen
10. Svarta kattor, gråa råttor, vita änglar
11. Syster Yster
12. Åh, en så'n tossig strumpfamilj
13. Sankta Lucia
14. Herr Långkalsong och Fröken Nattalinne
15. Dammtussarna
16. Malen Maj
17. Pepparkakstrollet
18. Himlabrodern
19. Tant Surre
20. Grisen Svante och Vilda Maja
21. Vitsippa, ett litet hittebarn
22. Solo, en stackare därutanför utanför
23. Endast mamma är vaken
24. Julafton i Strumpornas hus[3]

## Papperskalender
Papperskalendern ritades av Anita Kajaste-Bennvik i form av en julkrubba. På insidan av kalenderns luckor fanns tänkespråk av Staffan Westerberg. Lucköppningen skedde i direktsändning ute i Stockholm med Westerberg iklädd en stor raggsocka.

## DVD
Serien gavs ut på DVD 2011 och 2014 av Pan Vision.